# Ланкастер (пролив)
Ла́нкастер (англ. Lancaster Sound) — пролив, отделяющий острова Баффинова Земля и Байлот от острова Девон в Канадском Арктическом архипелаге.

## География
Пролив Ланкастер расположен в восточной части Канадского Арктического архипелага и является частью Северо-Западного прохода наряду с проливами Барроу, Вайкаунт-Мелвилл и Мак-Клур.
Соединяет море Баффина, расположенное на востоке, с проливом Барроу на западе и проливом Принс-Риджент на юго-западе. Совместно с другими проливами пролив Ланкастер соединяет море Баффина с Северным Ледовитым океаном и с заливом Бутия.
Максимальная ширина пролива равна 80 км, минимальная ширина — 50 км. Длина залива составляет 400 км. Пролив глубоководен — максимальная глубина 1232 метра, минимальная глубина 137 метров. Пролив находится в полярной области и 9-10 месяцев в году покрыт льдами, включая и тяжёлые паковые льды. Благодаря ледоколам навигация длится с середины лета до начала снегопадов.

## История
Пролив Ланкастер открыт английским мореплавателем Уильямом Баффином в 1616 году и назван в честь навигатора Джеймса Ланкастера.
Экспедиция 1818 года британского исследователя Джона Росса была прервана, когда Росс ошибочно решил, что горы запирают выход из пролива Ланкастер. Пролив был полностью исследован в рамках обширной программы канадского правительства по картографии канадского севера. Программа осуществлялась с 1930-х по конец 1950-х. По случайному совпадению на завершающем этапе программы для проведения аэрофотосъёмок использовался переоборудованный тяжёлый бомбардировщик времён Второй мировой войны типа Ланкастер.
В проливе в начале XIX века важное значение приобрел китобойный промысел. В начале XX века на Баффиновой Земле обнаружена свинцово-цинковая руда, добыча велась с 1975 по 2002 год близ посёлка Нанисивик (Nanisivik) и прекратилась в связи с падением мировых цен.

## Фауна
В результате взаимодействия морских течений пролив богат питательными веществами и поддерживает биологическое многообразие популяций птиц, млекопитающих и рыб. На острове Байлот, который лежит у восточного конца пролива, разместились птичьи колонии, в которых выводят птенцов около трёх миллионов только морских птиц.
В целом более 70 видов птиц гнездится в районе пролива Ланкастер, в том числе толстоклювая кайра, обыкновенная моевка, глупыш, полярная крачка, обыкновенный чистик, белая чайка, белый гусь.
Пролив и его побережье обеспечивали средствами к существованию многие поколения инуитов: здесь обитают кольчатые нерпы, моржи и белые медведи, косатки, морские зайцы, гренландские тюлени и белухи. Песцы есть почти в каждой бухте, а ручьевая форель — в устьях рек.

## Охрана природы
Район пролива Ланкастер обладает уникально богатой живой природой — в летний период в водах залива находится большая часть всех нарвалов мира, треть всех белух Северной Америки, большое число гренландских китов (вымирающий вид морских млекопитающих); кроме того здесь одна из самых высоких в Канадской Арктике концентраций белых медведей и гнездится одна треть всех морских птиц восточной Канады. По этой причине пролив выделен в отдельную экосистему, носящую его имя (помимо пролива в экосистема включает проливы: Принс-Риджент, Барроу, Джонс, Пил, Куинс, Глейшер, Веллингтон, Леди-Анн, заливы: Бутия, Коммитти, Бэр). Рассматривается возможность создания в акватории пролива Ланкастер Национального морского заповедника. Часть пролива уже защищена, так как находится на территории Национального парка Сирмилик, но большая его часть по-прежнему подвержена опасности загрязнения вследствие деятельности человека.
Определение границ и создание Национального морского заповедника тормозится из-за огромных природных богатств, сконцентрированных в недрах залива и на его берегах. Помимо рудных месторождений, регион потенциально очень богат нефтью и газом, особенно его восточная часть. Поиском нефти в северных районах Канады активно занялись в 1974 году, когда нефтяной кризис 1973 года сильно ударил по экономике западных стран. Поиск нефти был настолько важной задачей, что было решено пробурить исследовательскую скважину посреди пролива Ланкастер. Общественные протесты привели к созданию Экологической Группы (Environmental Assessment Review Panel), которая в 1978 году рекомендовала запретить бурение в связи с возможным негативным влиянием на воды пролива в настоящем и будущем.
Предварительные оценка минеральных и энергетических ресурсов пролива для создания Национального Морской парка завершена в 1989 году. По этой оценке запасы нефти могут составлять 10 миллиардов баррелей.
8 декабря 2009 года канадский министр окружающей среды Jim Prentice объявил о выделении 5 миллионов долларов для изучения возможности создания нового Национального морского заповедника (NMCA) в проливе Ланкастер. В то же время Канадская геологоразведка объявила о планах проведения в июне 2010 года 600-часовой сейсмической разведки в заливе серией подводных взрывов с интервалом в одну минуту. Из-за протестов экологов и инуитских общин 8 августа 2010 суд Нунавута запретил проведение взрывов, а Федеральное консервативное правительство объявило 6 декабря 2010 года, что установит границы нового Морского парка в проливе Ланкастер.